# Pantaleo Carabellese
Pantaleo Carabellese, né à Molfetta (Italie) le 6 juillet 1877 et mort à Gênes (Italie) le 19 septembre 1948, est un philosophe italien.

## Œuvre
- Critica del concreto (1921)
- Il problema della filosofia da Kant a Fichte (1781–1801) (1929)
- Il problema teologico come filosofia (1931)
- Le obbiezioni al cartesianesimo (1946)
- L'idealismo italiano (1938)
- Il circolo vizioso in Cartesio (1938)
- L'idea politica d'Italia (1946)
- Da Cartesio a Rosmini. Fondazione storica dell’ontologismo critico (1946)
- L'essere (1948)